# Phyllis en Aristoteles

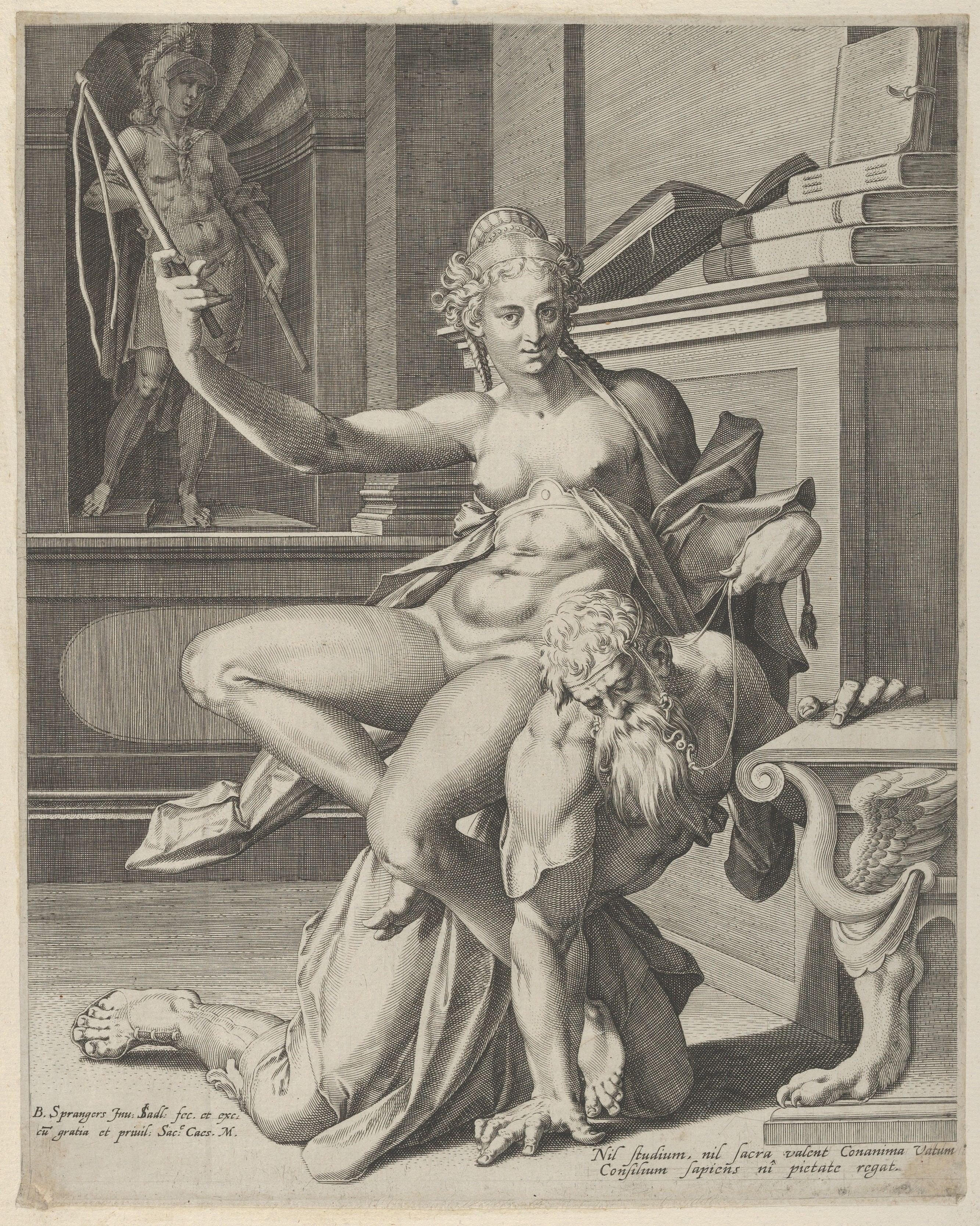
Phyllis en Aristoteles, Jan Sadeler naar Bartholomeus Spranger, gravure, 16e eeuw

Het verhaal van Phyllis en Aristoteles is een middeleeuws moralistisch verhaal over de triomf van een verleidelijke vrouw, Phyllis, over het grootste mannelijke intellect uit de oudheid, de oude Griekse filosoof Aristoteles. Een van de oudste versies is het Franstalige Lai d'Aristote, dat dateert uit 1220.
Het verhaal is populair geworden vanaf de middeleeuwen omdat er in preken vaak over verteld werd. Het verhaal over de verleidelijke Phyllis en de beroemde intellectueel werd vanaf de 12e eeuw door beeldend kunstenaars als inspiratiebron gebruikt. Zij verbeeldden het in stenen sculpturen, in houten panelen en in ivoor, in wandtapijten, gravures, olieverfschilderijen en zelfs op koperen kannen (aquamanile) en glas-in-loodramen. Vaak heeft de vrouw een zweep in de hand, en Aristoteles een bit in zijn mond, als een paard. Kunstenaars die zich tot het thema aangetrokken voelen, zijn onder meer Hans Baldung, Albrecht Dürer, Lucas Cranach de Oude en Alessandro Turchi.
Het verhaal was in de middeleeuwen populair. Het was een 'vrouwenlist'. Vooraanstaande mannen zijn niet bestand tegen aantrekkelijke vrouwen. Dit soort verhalen zijn  een waarschuwing, want zelfs slimme mannen kunnen hun verstand vergeten als zij hun seksuele driften volgen.
Terwijl Aristoteles van mening was dat vrouwen bedoeld waren als onderdanige wezens, draait het verhaal dit beeld geheel om en wordt de filosoof op zijn nummer gezet. Een legende over de beroemde Romeinse dichter Vergilius ervoer  een soortgelijk lot. Toen hij een toren op wilde gaan om een mooie vrouw te ontmoeten, kroop hij een mand, zodat zij hem omhoog kon hijsen. Ze liet hem echter halverwege hangen.

## Het verhaal

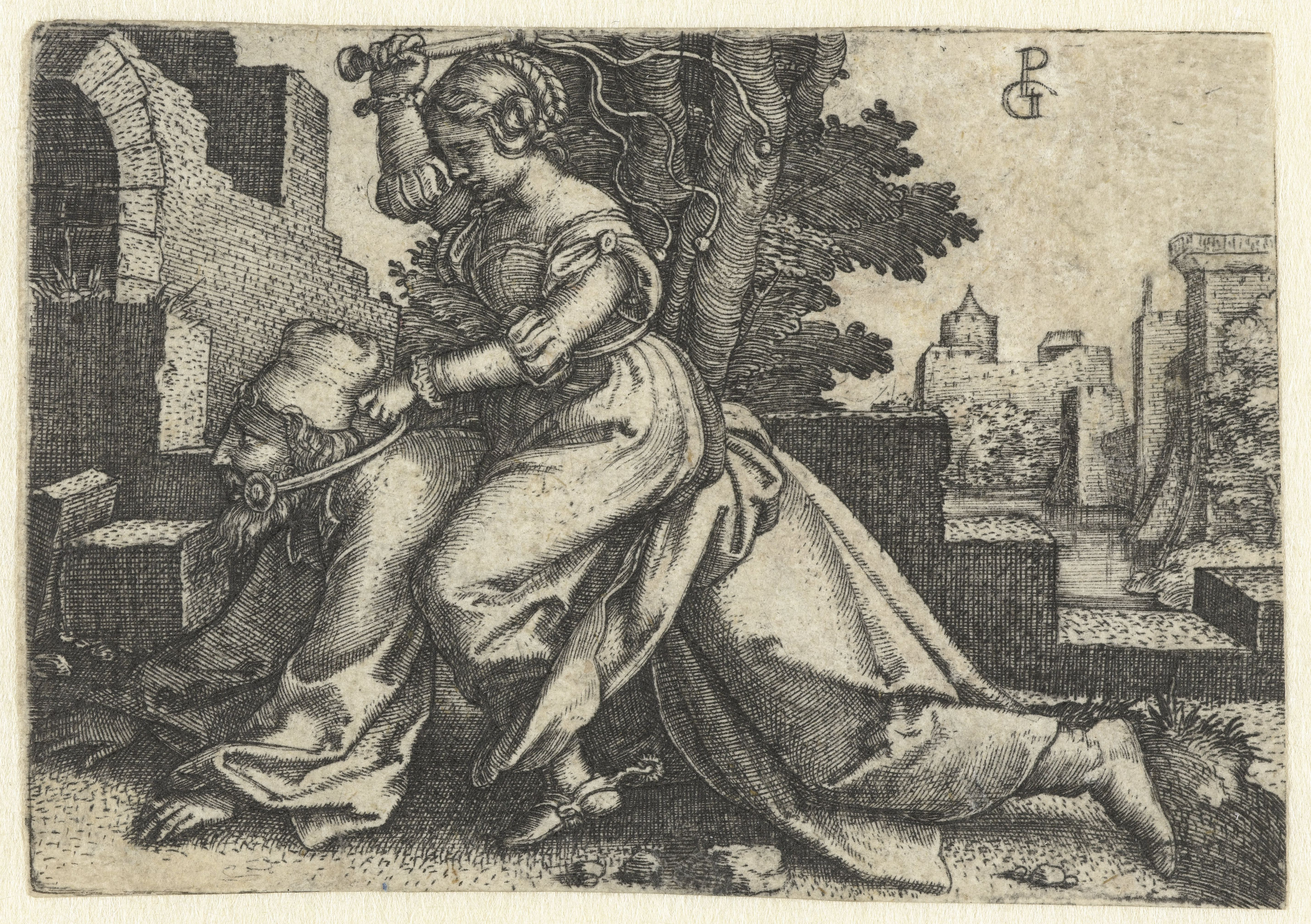
Het meisje houdt een zweepje in haar hand en ze draagt sporen aan haar schoenen. Aristoteles heeft een bit in de mond. Een prent van Georg Pencz, 1545-46.

In de oudst bekende variant van het verhaal wordt Phyllis beschreven als de minnares van Alexander de Grote. Onderstaande is een samenvatting van het Franstalige Lai d'Aristote, zoals in 1902 verwoord door Andries Borgveld (1868-1929). In die versie wordt de naam van Phylis niet genoemd. 
Alexander stopt opeens tijdens zijn succesvolle veldtocht door Azië. De oorzaak is de liefde, want in de armen van de geliefde vergeet hij alles. Zijn baronnen beklagen zich in stilte er over.  Aristoteles durft er wel over te spreken en wijst Alexander op het verkeerde van zijn gedrag. Alexander belooft zijn raad op te volgen en blijft enige tijd weg van zijn geliefde, maar kan haar niet vergeten. Hij houdt  het niet langer uit en zoekt haar weer op. Het meisje was verdrietig en Alexander vertelt hem dat wat zijn leermeester Aristoteles hem gezegd had. Het meisje wordt boos en zweert, zich op Aristoteles te zullen wreken. Alexander moet zich de volgenden morgen bij een venster van de toren verbergen. De volgende morgen gaat zij, mooi aangekleed met lange, blonde vlechten in het haar, naar de tuin en wandelt al zingend voor het raam van Aristoteles heen en weer. Hij hoort haar stem, doet zijn boeken dicht en staat op, om naar de liefelijke verschijning te kijken. Hij voelt dat, hoe oud hij ook is, al zijn filosifie hem niet beschermt tegen de liefde. Het meisje plukt intussen bloemen voor een krans en komt dichter naar het raam van Aristoteles, die zijn ogen niet van haar kan afhouden. Als zij de bloemenkrans op haar hoofd heeft gezet kan Aristoteles zich niet langer te inhouden. Hij verklaart haar zijn liefde; zij laat niet zien dat ze boos is, maar beklaagt zich erover, dat zij de liefde van de koning, Alexander verloren heeft.
Aristoteles, wil zijn fout herstellen, maar vraagt  van haar een beloning. Zij doet net alsof ze hem ter wille zal zijn, maar eerst moet hij haar een plezier doen. Zij wil met hem een ritje door de boomgaard maken, terwijl zij op hem zit, op een zadel. Aristoteles stemt toe en kruipt als een viervoeter door het gras, terwijl zij een spottend liedje zingt. Alexander had het allemaal zien gebeuren en komt lachend te voorschijn. Hij zegt dat het lijkst alsof er geen greintje verstand meer in Aristoteles zit; Hij gedraagt zich als een dier. Aristoteles heeft een smoes. ‘Sire,’ zegt hij tegen Alexander, ‘nu ziet u, dat ik gelijk had, om u te waarschuwen. Als ik al geen weerstand kan bieden aan de liefde, zo oud als ik ben, hoe zou u dat dan kunnen?’ Alexander vergeeft hem en Aristoteles besluit om hem voortaan zijn gang te laten gaan als hij de liefde zoekt. 
Het enige boek waar het meisje bij naam genoemd wordt is een 13e eeuws Middelhoogduits gedicht, Aristoteles und Fillis. De naam van de schrijver van dit gedicht is niet bekend.

### Bewerkingen en varianten

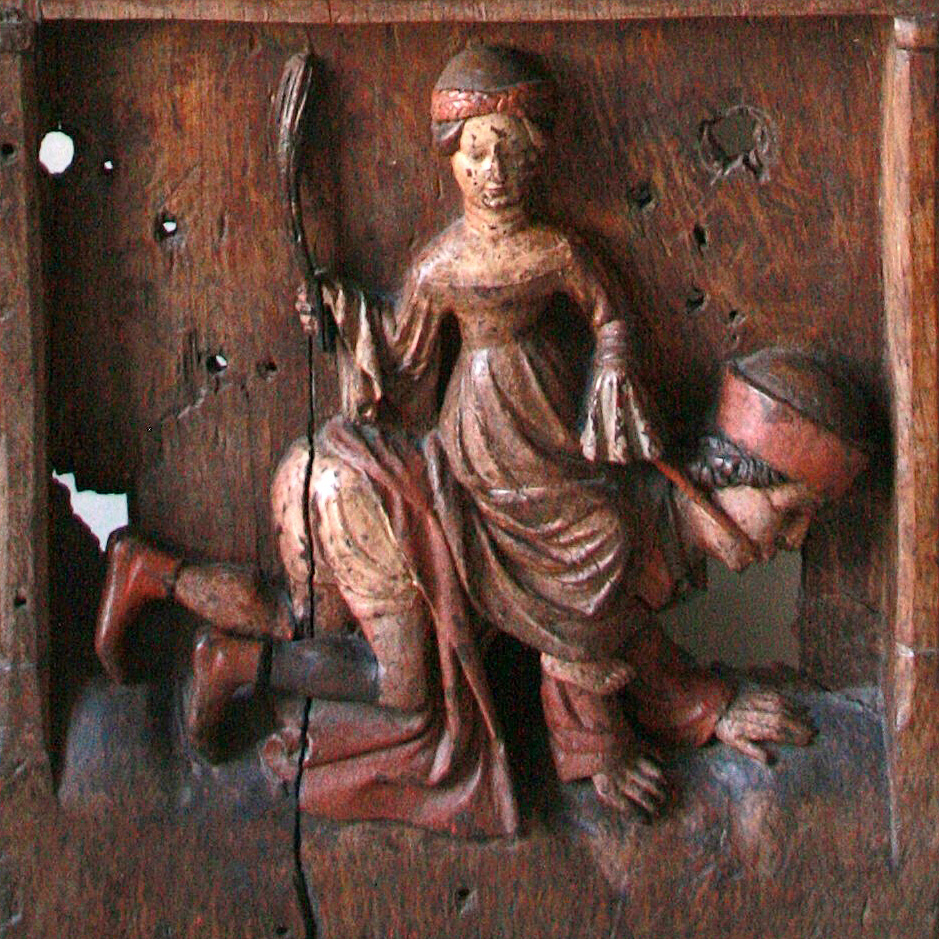
Reliëf op een Middeleeuwse houten bank, in het stadhuis van Tallinn

Er bestaan vele bewerkingen van het verhaal, of toespelingen erheen, zoals Latijn, Catalaans, IJslands, Nederlands, Italiaans, Engels en Spaans. De Engelse dichter John Gower nam in 1387 een samenvatting van het verhaal op in zijn Confessio Amantis, een verzameling verhalen over immorele liefde in versvorm. Het komt voor in het gedicht over Apollonius van Tyrus (Boek 8, 271–2018), waarbij Gower de grap maakt dat alle logica en syllogismen van de filosoof hem niet kunnen redden. In de 14e eeuw schreef de Dominicaan John Herold een Latijnse versie van het verhaal. In de 15e eeuw werd het verhaal gebruikt in de Duitse komedie Ain Spil van Maister Aristotiles (Een toneelstuk van Meester Aristoteles).
Het verhaal wordt ook wel in een andere vorm verteld. Het meisje zou dan de maîtresse van de vader van Alexander zijn, koning Philippus II. Phyllis zou Alexander in het geheim verteld hebben dat een vrouw met behulp van haar charmes zelfs het mannelijke intellect van de grootste filosoof kan overwinnen. En ze laat hem dat vervolgens ook zien. In sommige varianten heeft Vergilius de plaats van Aristoteles ingenomen.

### Oorsprong van het verhaal
Het geheel verzonnen verhaal zou volgens het Louvre afkomstig zijn van het Duitse werk van Jacques de Vitry uit de 13e eeuw. Het Franse werk Le Lai d'Aristote (te vertalen door het lied van Aristoteles) is bekend uit manuscripten die dateren uit 1220 en die worden toegeschreven aan Henri d'Andeli of Henri de Valenciennes. 
Volgens Andries Borgveld heeft het verhaal echter een Indische oorsprong. In de Pañcatantra, staat volgens hem een een overeenkomstig verhaal van Koning Nanda en zijn minister Vararuci. De laatste laat zich, omdat zijn vrouw dat verlangt, zijn hoofd kaal scheren. De eerstgenoemde moet, ook om zijn vrouw tevreden te stellen, een teugel in de mond laten doen en als een paard hinniken, terwijl zij op hem rijdt.
Ook wordt wel gedacht dat het verhaal een Arabische oorsprong heeft.

### Analyse
| Verhaalelement                            | Lai d'Aristote – Frans | Aristoteles en Phyllis – Duits |
| ----------------------------------------- | --- | --- |
| Alexander                                 | is een overwinnende koning, de veroveraar van India | is een jongeman aan het hof van zijn vader |
| De jonge vrouw                            | wordt gewoon "de Indiaan" genoemd | is Phyllis, van adellijke geboorte, die zich bevindt in de entourage van de koningin                                                                         |
| Situatie: Alexander                       | wordt door Aristoteles berispt omdat hij zijn plicht als staatshoofd en leger verwaarloost                                                                                                | negeert het bevel van de koning om zijn geliefde niet te zien, zoals gevraagd door Aristoteles, met als reden dat hij zich niet op zijn lessen concentreerde |
| De jonge vrouw                            | besluit wraak te nemen op de filosoof | besluit wraak te nemen op de filosoof |
| Het contract: Aristoteles                 | belooft dat hij namens haar met Alexander zal spreken, in ruil voor haar gunsten | vraagt haar om de nacht bij hem door te brengen, in ruil voor geld                                                                                           |
| De verleidingsscène                       | vindt plaats in een tuin | vindt plaats in een tuin |
| Ze rijdt op de rug van Aristoteles        | waargenomen door een lachende Alexander | waargenomen door de koningin en haar gevolg, waarbij Phyllis Aristoteles ronduit beledigt                                                                    |
| Ten slotte doet Aristoteles het volgende: | verontschuldigt zich tegenover Alexander en zegt: Amour vainc tot, et tot vaincra tant com li monde durera (Liefde overwint alles, en alles zal overwinnen, zolang de wereld zal bestaan) | vlucht naar een ver land, waar hij mediteert over de slechtheid van listige vrouwen.                                                                         |

## Illustraties

### Middeleeuwse voorbeelden
Het verhaal van het mooie, maar versmade meisje die de beroemde filosoof voor gek zette, werd populair in heel middeleeuws Europa, omdat er in preken vaak over verteld werd. Het werd dan ook afgebeeld in kerken, op de kapitelen van zuilen of op de misericorde van koorbanken.

Middeleeuwse beeldhouwers in Maasland maakten aquamanile, kruiken in de vorm van scènes met menselijke of andere figuren, dus ook met afbeeldingen van Phyllis en Aristoteles. Het verhaal werd uitgebeeld in verschillende materialen, zoals steen, ivoor, koper, tapijten, wandkleden en gravures.

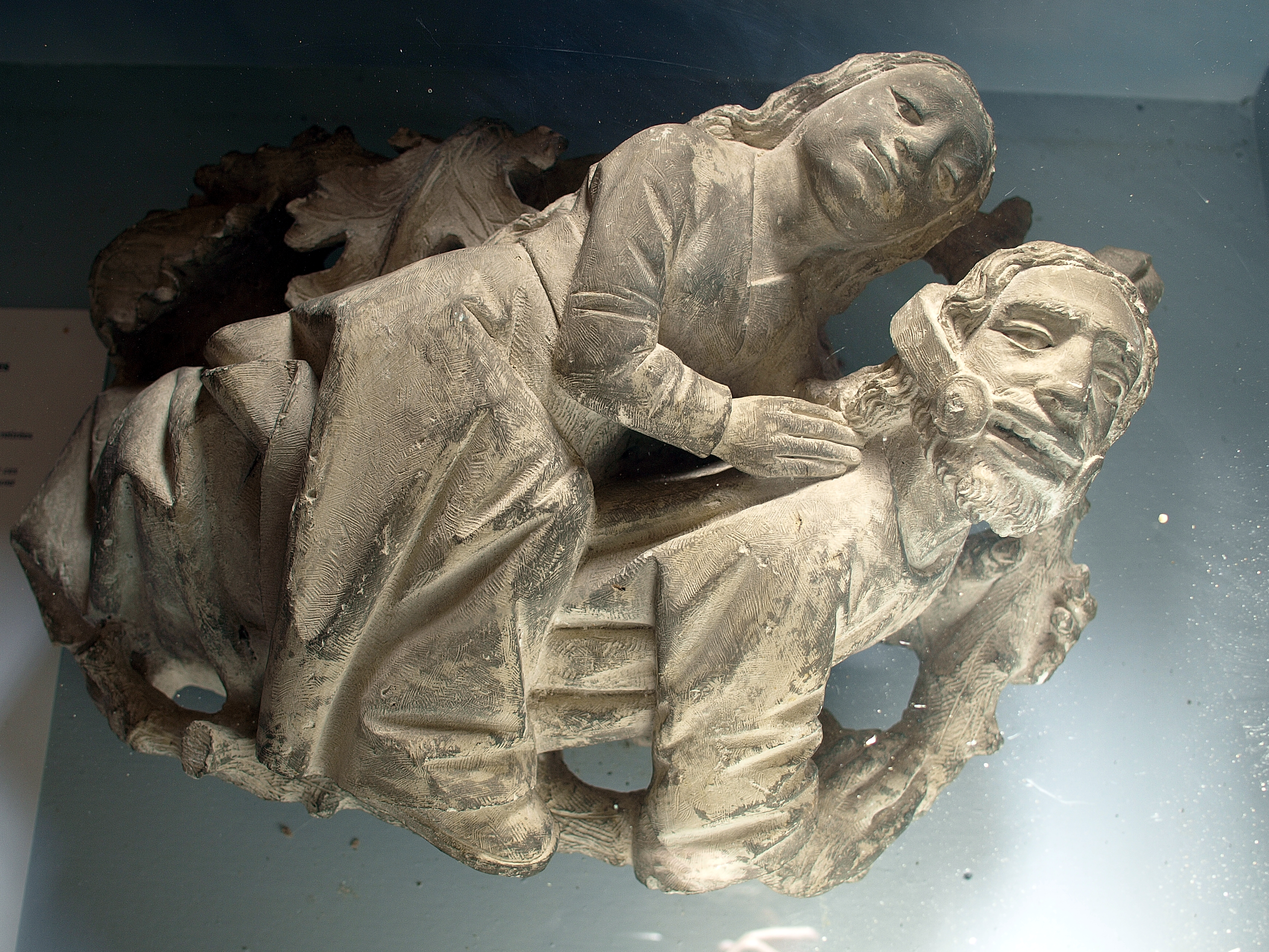
Stenen beeldhouwwerk, Abdij van Cadouin, Frankrijk, 12e eeuw
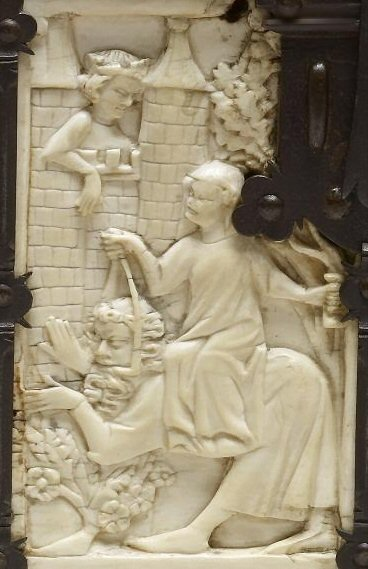
Paneel, Frankrijk, ivoor, 1330–1350
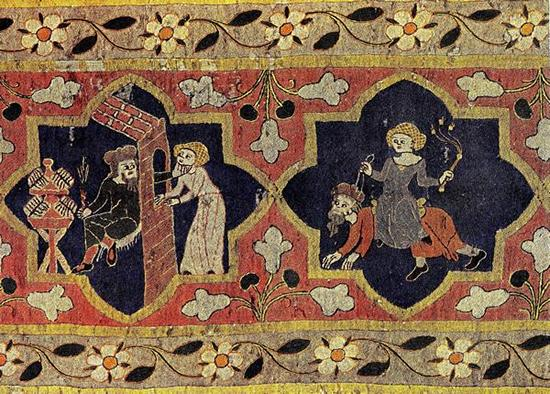
Tapijt, Freiburg, Duitsland, 14e eeuw
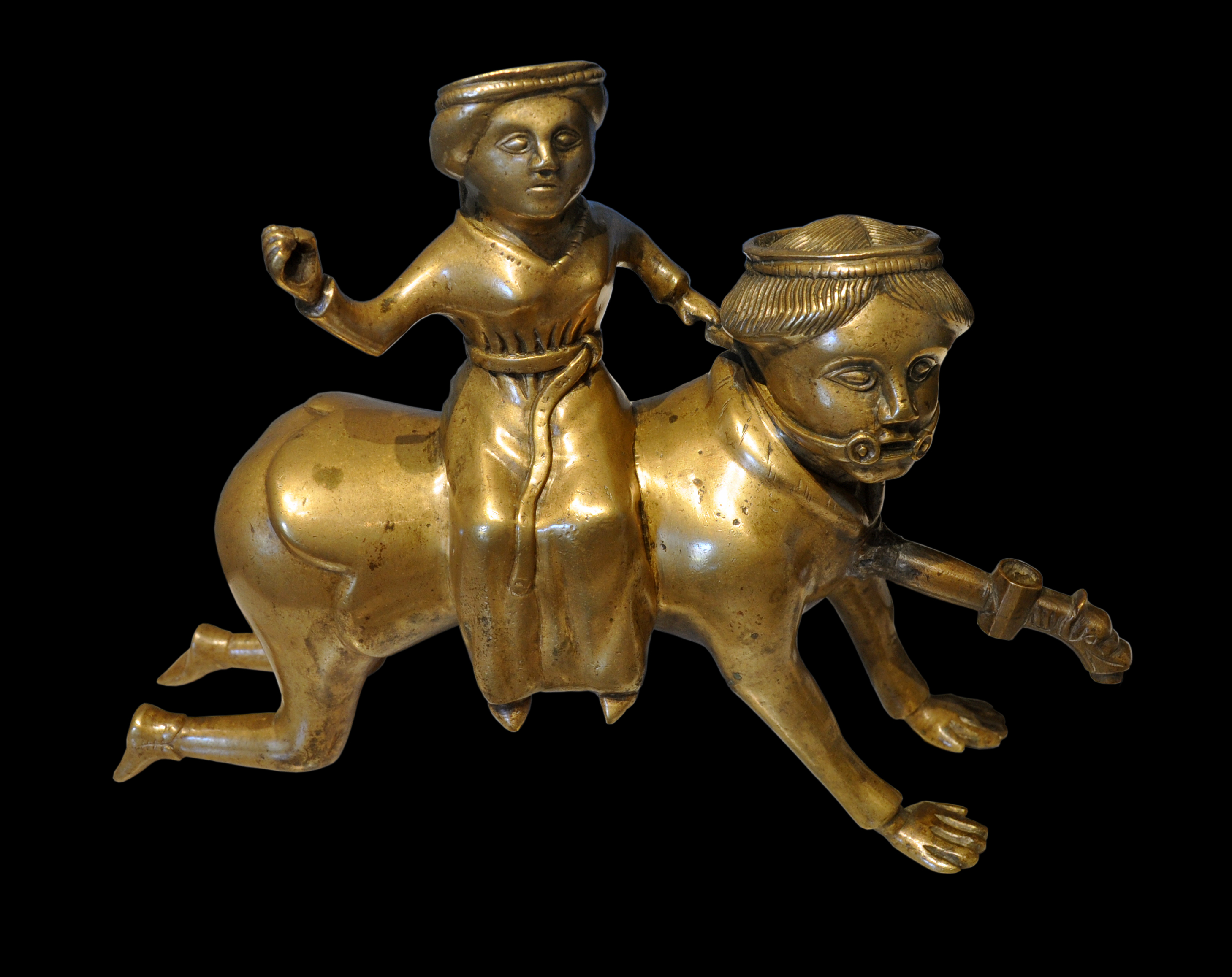
Aquamanile in de vorm van Phyllis en Aristoteles, waarschijnlijk periode  Maasland, 1400–1450, messing
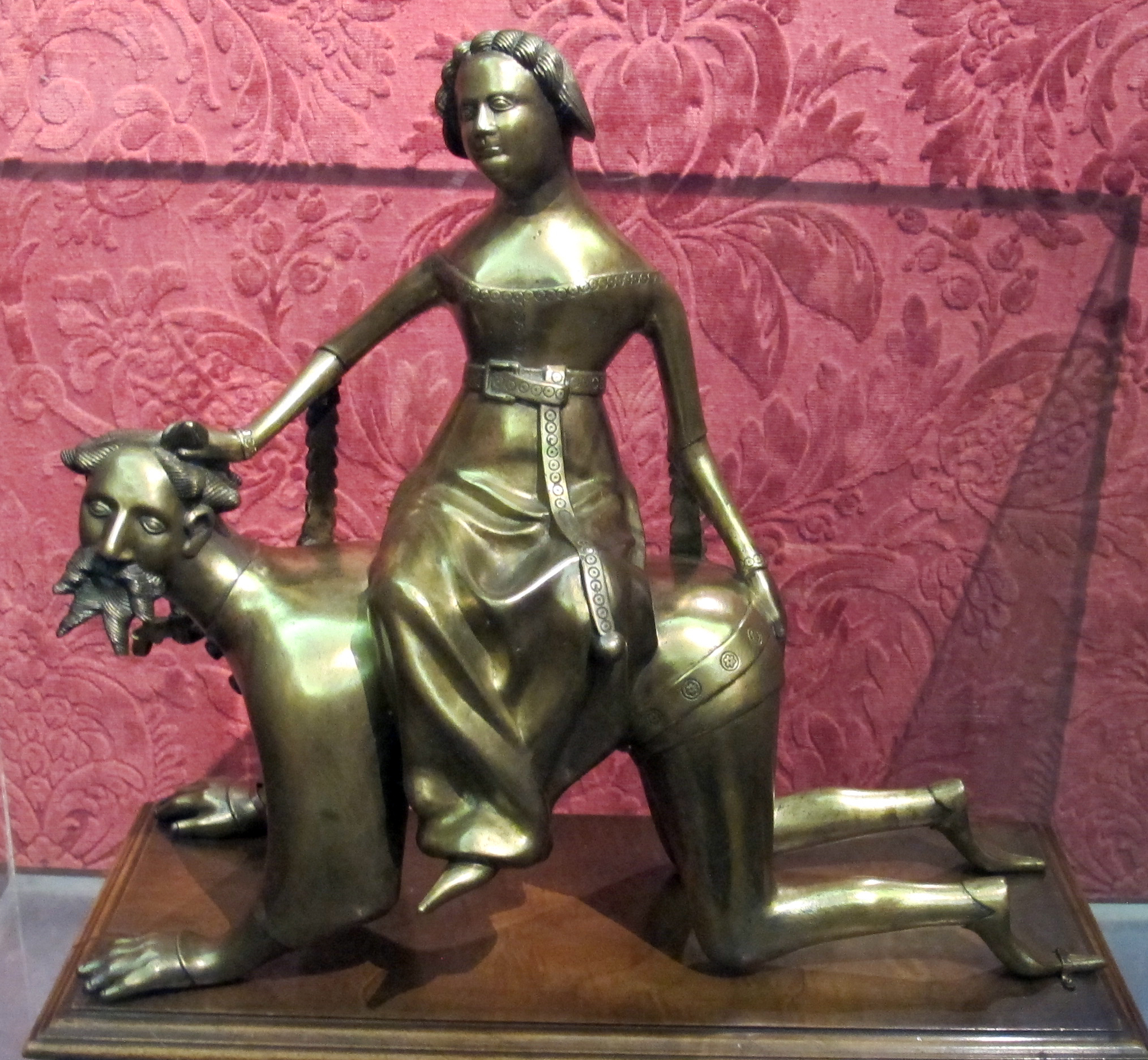
Phyllis rijdt op Aristoteles en slaat hem, Aquamanile, Maasland, ca. 1400, messing
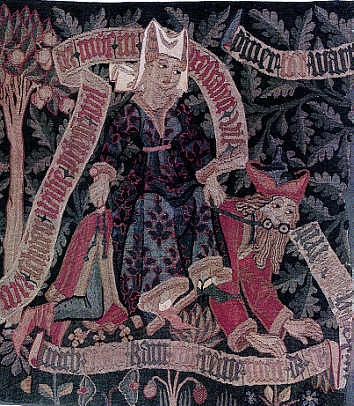
Detail van een wandtapijt, Bazel, jaren 1470

### Vroegmodern tot Verlichting
Kunstenaars als Hans Baldung, Albrecht Dürer, Lucas Cranach de Oudere, Bartholomeus Spranger en Jan Sadeler beelden het thema uit, onder andere met Phyllis geheel naakt. Alessandro Turchi noemde de vrouw Campaspe, de maîtresse van Alexander. De gebruikte media zijn onder meer gravures, glas-in-lood, houtsneden en olieverf.

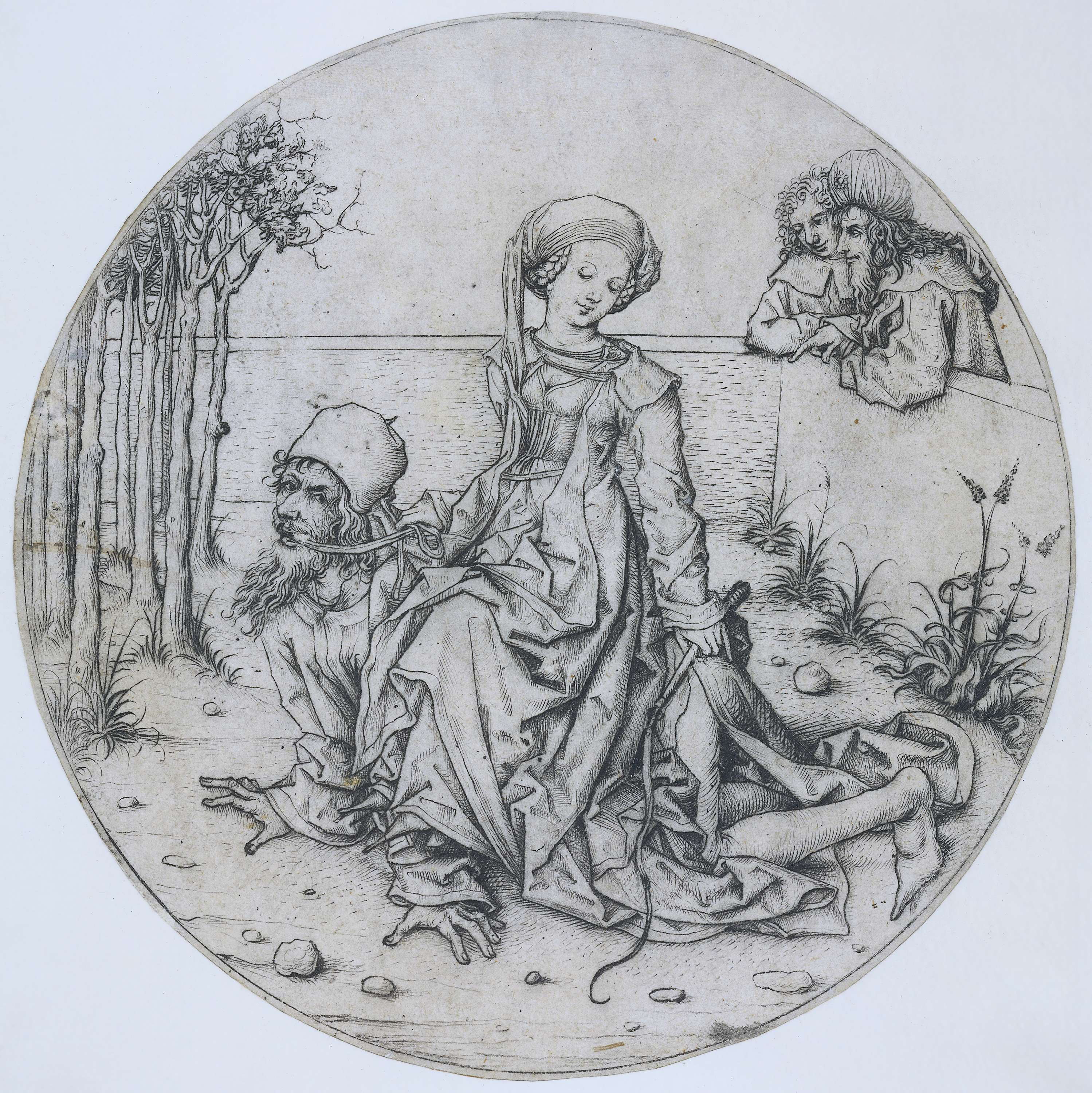
Droge naald van Aristoteles die wordt bereden door Phyllis door de Meester van het Hausbuch, ca. 1490
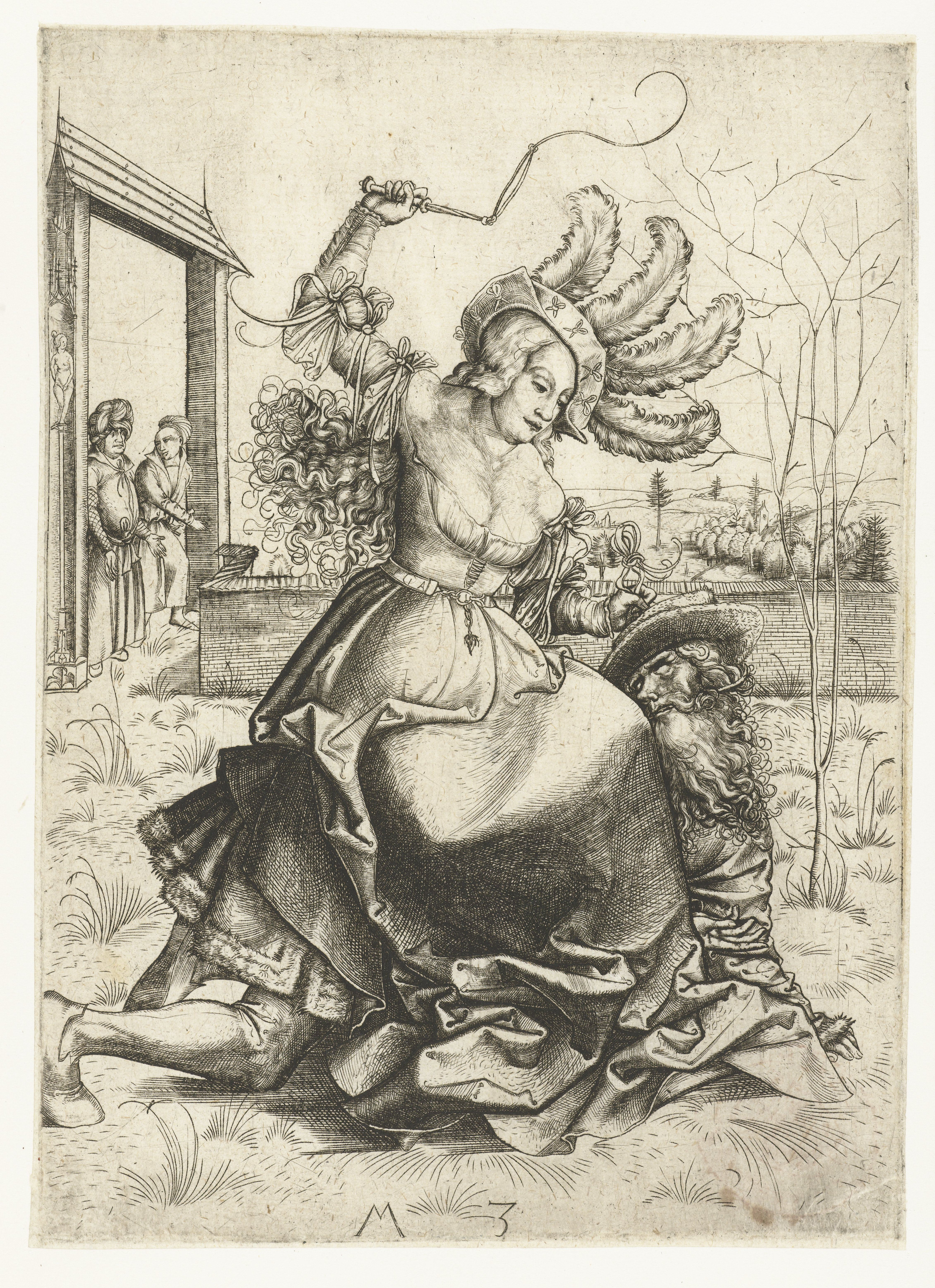
Gravure, Meester MZ, ca. 1500
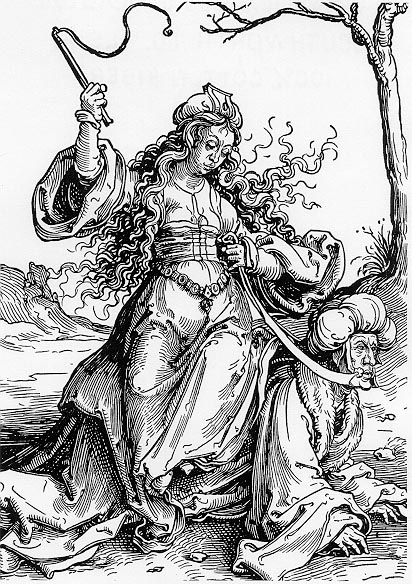
Gravure, Lucas van Leyden, ca. 1520
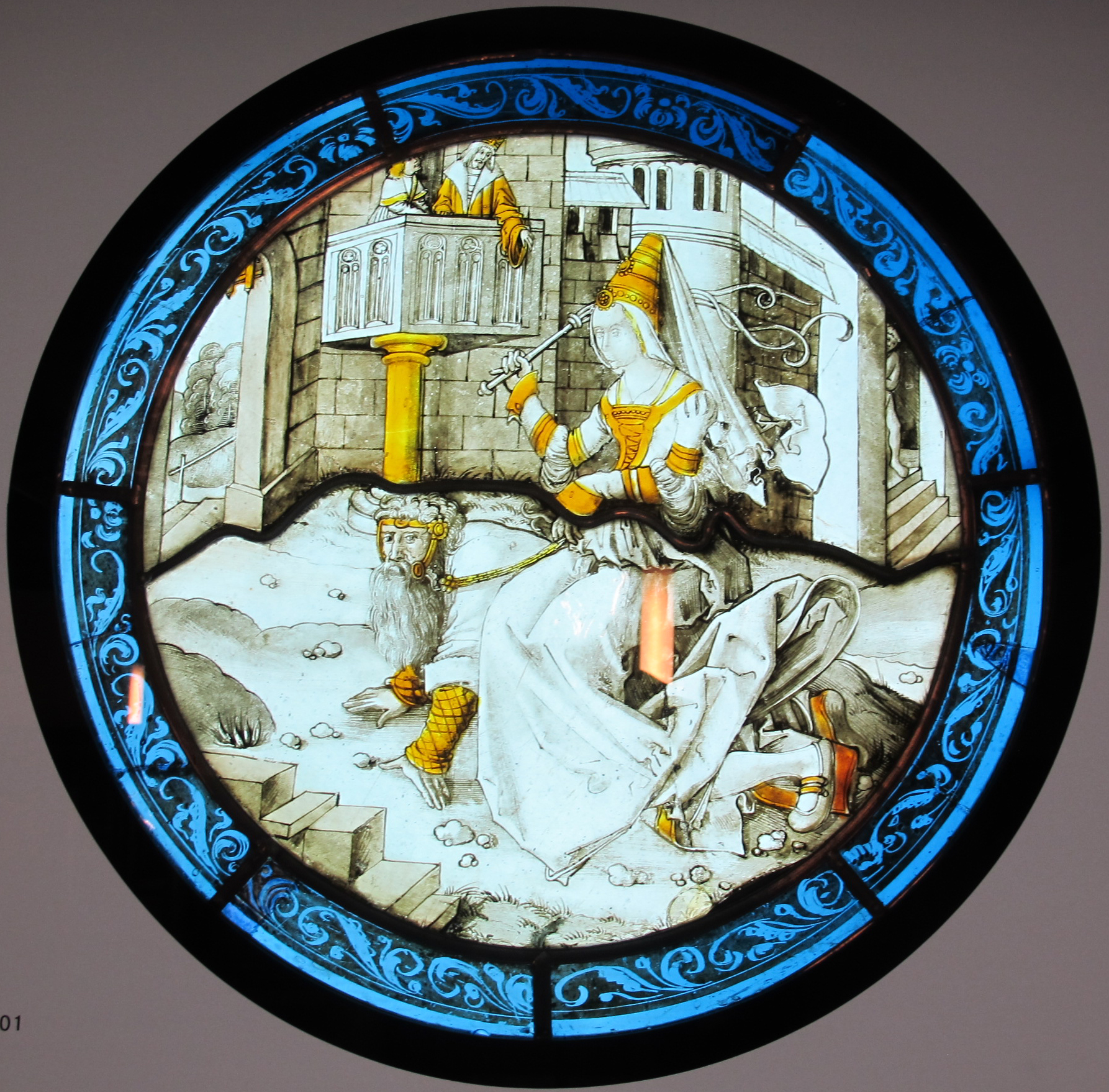
Glas-in-loodraam, Duitsland, ca. 1520
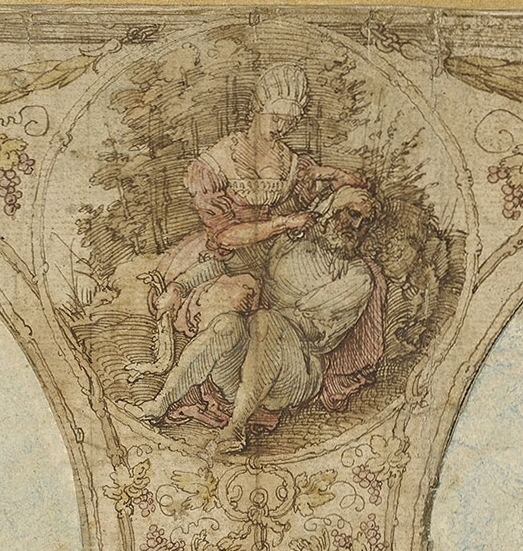
Detail van een decoratie bedoeld voor het stadhuis van Neurenberg, Albrecht Dürer, 1521
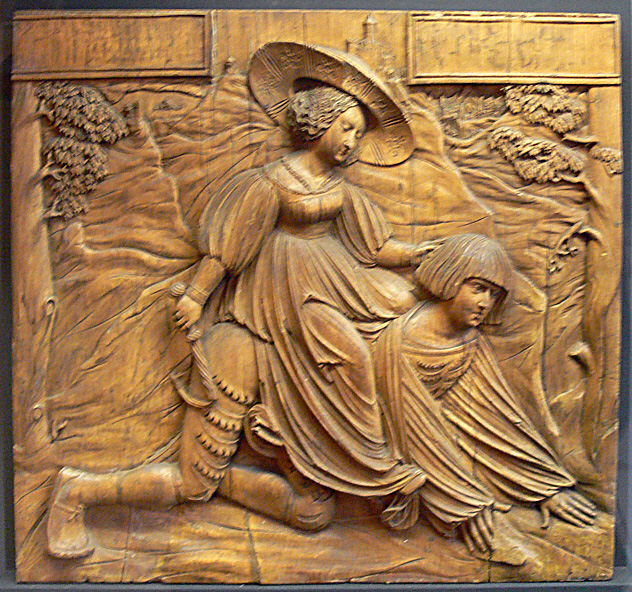
Aristoteles en Phyllis, de Meester van Ottobeuren, hout, 1523
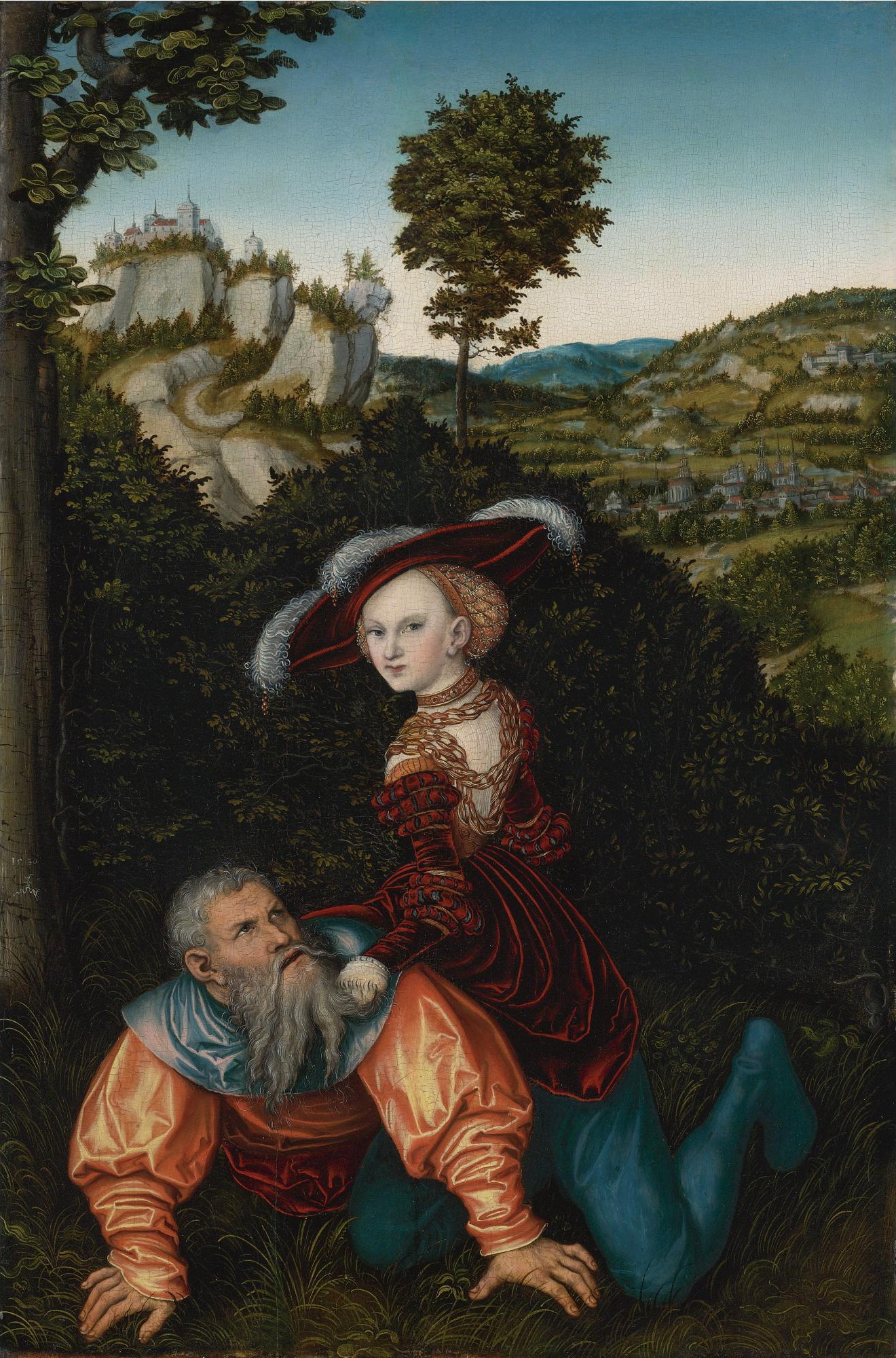
Phyllis en Aristoteles, Lucas Cranach de Oudere, olieverf op paneel, 1530
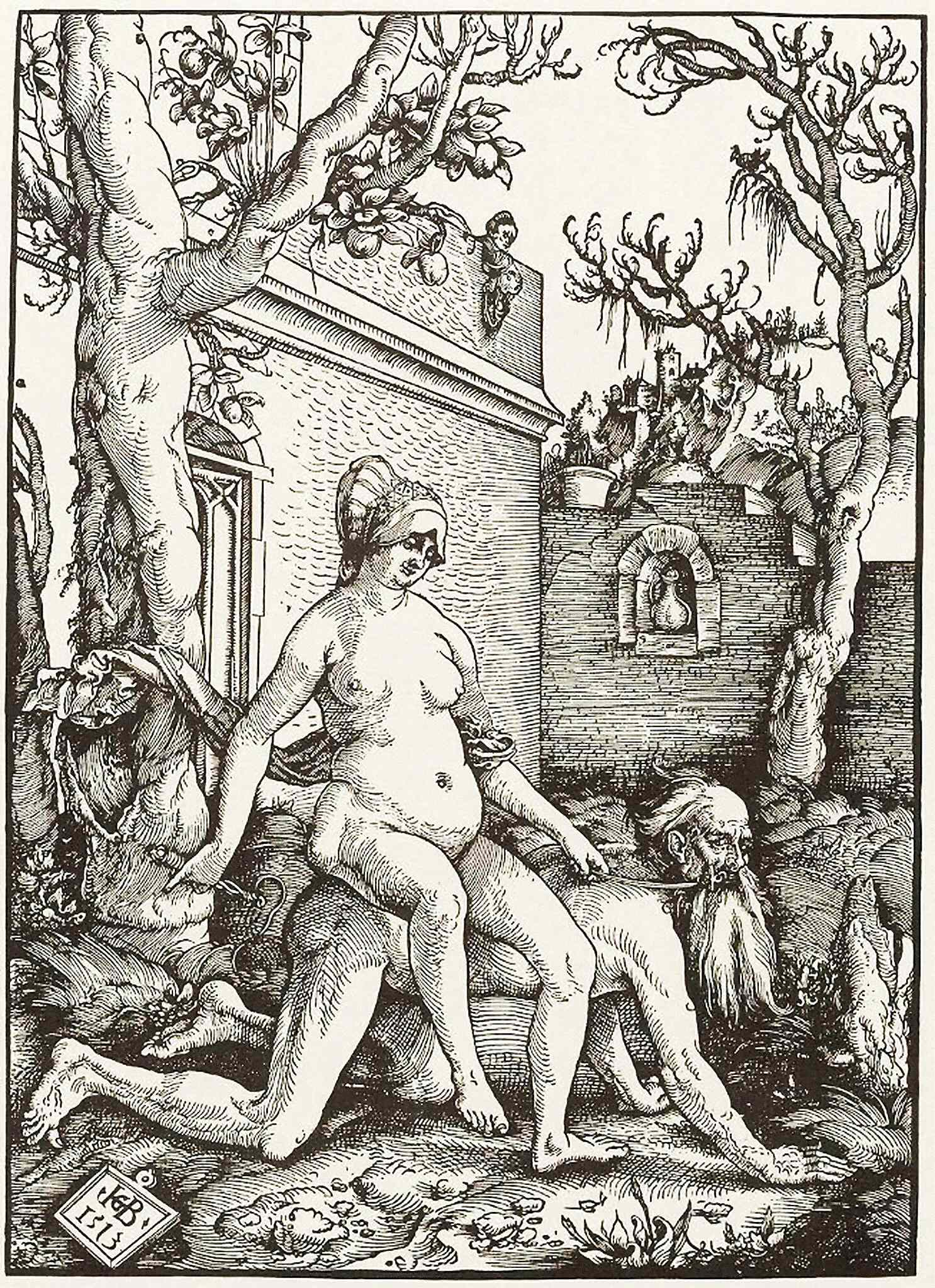
Houtsnede van Aristoteles bereden door Phyllis door Hans Baldung, 1515
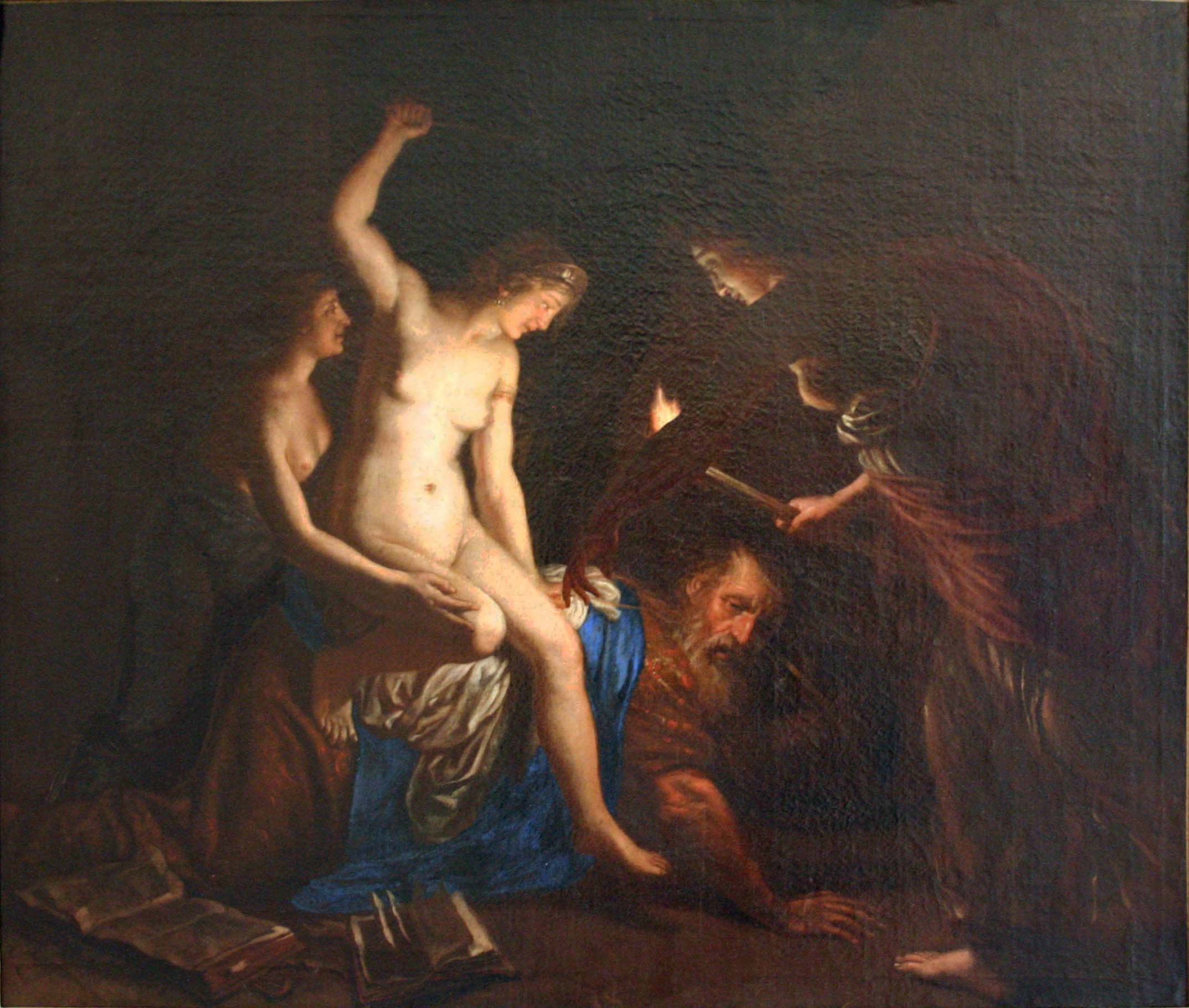
Aristoteles en Campaspe, toegeschreven aan Alessandro Turchi, olieverf op doek, 1713

### Negentiende en twintigste eeuw
Kunstenaars als Julio Ruelas bleven het thema van Phyllis en Aristoteles gebruiken. Oskar Kokoschka maakte in 1913 een versie.

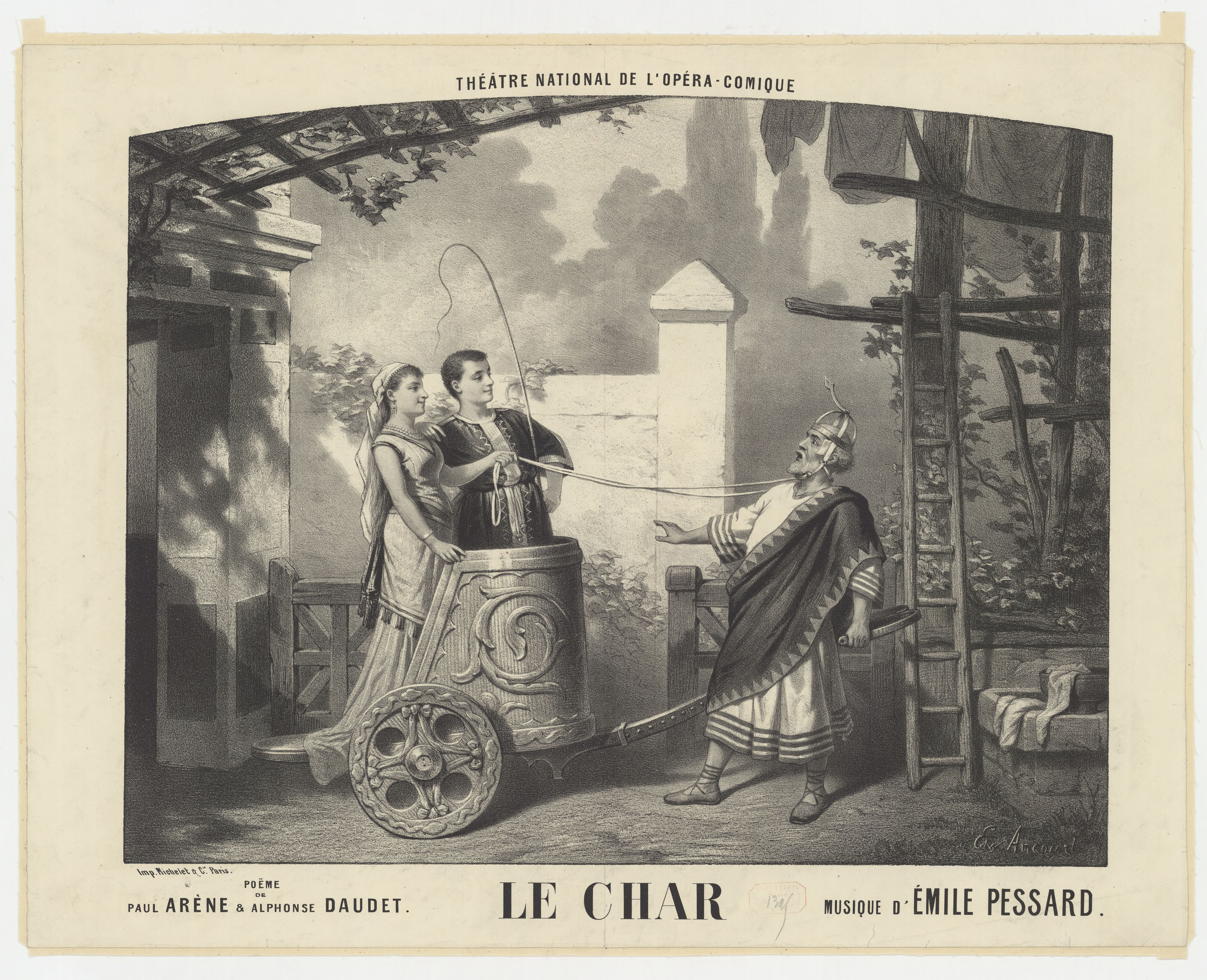
Le Char (De Strijdwagen), poster van Edward Ancourt voor de opera van Émile Pessard, 1878
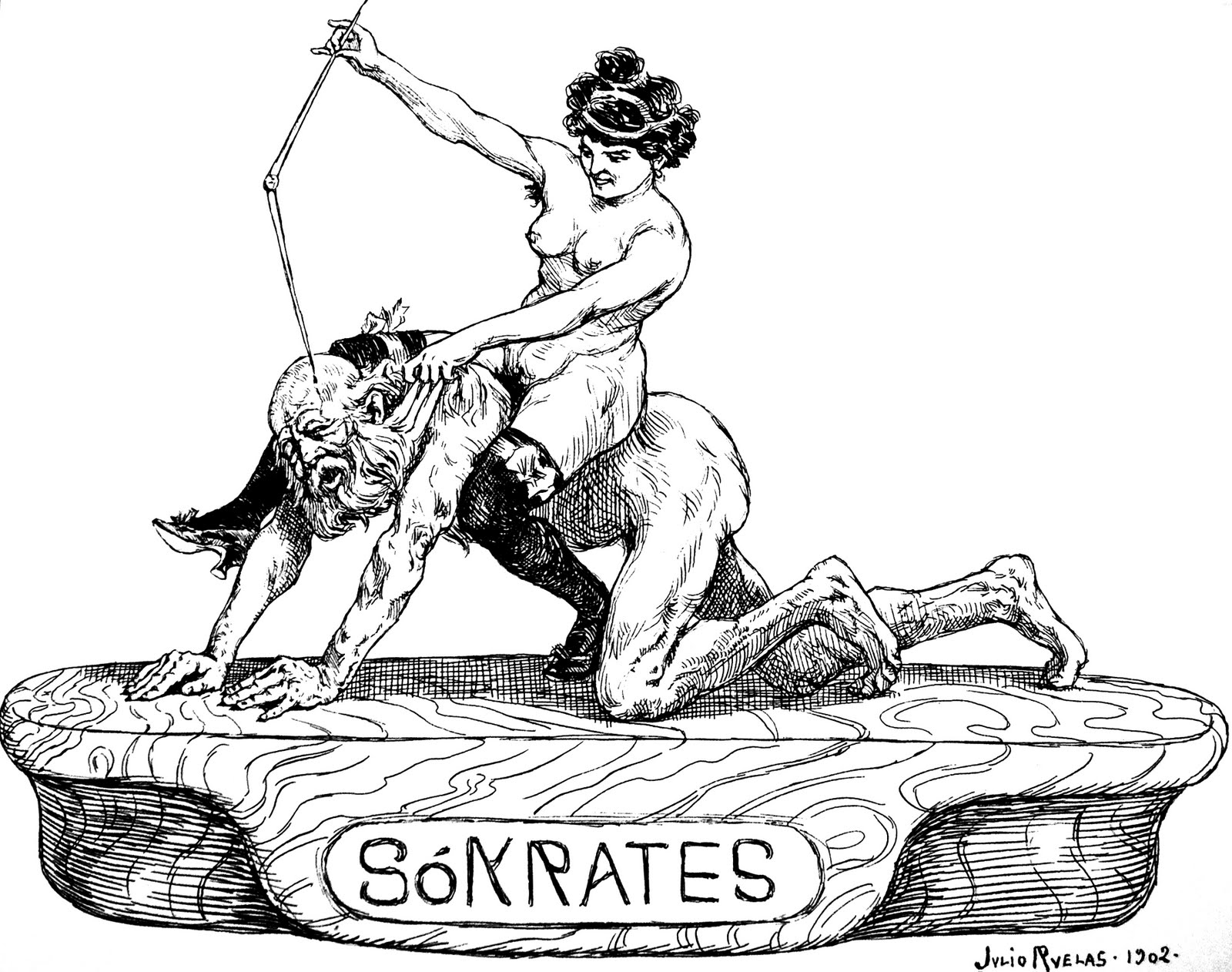
Sokrates, Julio, 1902. De vrouw draagt hier moderne kousen en schoenen